# Cuna de lobos (telenovela, 2019)
Cuna de lobos est une telenovela mexicaine produite par Televisa et diffusée entre le 7 octobre 2019 et le 8 novembre 2019 sur Las Estrellas.
Il s'agit d'un redémarrage basé sur la telenovela mexicaine du même nom Cuna de lobos en 1986-1987 et la deuxième de la série d'anthologie Fábrica de sueños,.

## Distribution
- Paz Vega : Catalina Creel Larios
- Paulette Hernández : Leonora Navarro Díaz
- Gonzalo García Vivanco : José Carlos Larios
- Diego Amozurrutia : Alejandro Larios Creel
- Nailea Norvind : Ámbar Reyes Antúnez Larios
- Flavio Medina : Francisco Larios
- Azela Robinson : Gélica Andrade
- Carlos Aragón : Diego Solórzano Salinas
- José Pablo Minor : Miguel Terranova Contreras
- Osvaldo de León : Luis Guzmán
- Leonardo Daniel : Carlos Larios
- Emma Escalante : Mora
- Jesús Fernández : Ignacio Vasco
- Matías Luzbik : Matías Guzmán
- Adrián Makala : Julius Monroe
- Paulina Treviño : Margarita Guzmán
- Cristina Michaus : Dora
- Christopher Aguilasocho : Pedro
- Juan Ríos Cantú : Omar Vega
- Alejandro Nones : Lieutenant Aguilar
- Michelle González : Victoria "Vicky"
- José Ramón Berganza : Álvaro Espejel

## Production

### Développement
Le tournage et la production de la série ont commencé le 15 avril 2019 et s'est terminé en juillet 2019,.
La série met en vedette Paz Vega, Gonzalo García Vivanco et Paulette Hernández,.  
La production a envisagée 25 épisodes.

## Diffusion
- Las Estrellas (2019)

## Nominations et récompenses
| Année | Prix                         | Catégorie                                  | Acteurs nommés                                      | Résultats, |
| ----- | ---------------------------- | ------------------------------------------ | --------------------------------------------------- | ---------- |
| 2019  | TV Adicto Golden Awards 2019 | Meilleur générique                         | Giselle González                                    | Gagnante   |
| 2019  | TV Adicto Golden Awards 2019 | Meilleur thème instrumental                | Pedro Plascencia Salinas et Jordi Bachbush          | Gagnants   |
| 2019  | TV Adicto Golden Awards 2019 | Meilleure méchante                         | Paz Vega                                            | Gagnante   |
| 2019  | TV Adicto Golden Awards 2019 | Meilleure performance spéciale masculine   | Leonardo Daniel                                     | Gagnant    |
| 2019  | TV Adicto Golden Awards 2019 | Meilleure adaptation                       | Claudio Lacelli, Lily Ann Martin et José Luis Durán | Gagnants   |
| 2019  | TV Adicto Golden Awards 2019 | Meilleure mise en scène                    | Eric Morales et Juan Pablo Blanco                   | Gagnants   |
| 2019  | TV Adicto Golden Awards 2019 | Série favorite                             | Giselle González                                    | Gagnante   |
| 2020  | Premios TVyNovelas 2020      | Meilleur rôle masculin dans une telenovela | Flavio Medina                                       | Nommé      |
| 2020  | Premios TVyNovelas 2020      | La meilleure méchante                      | Nailea Norvind                                      | Nommée     |
| 2020  | Premios TVyNovelas 2020      | Le meilleur méchant                        | Diego Amozurrutia                                   | Nommée     |
| 2020  | Premios TVyNovelas 2020      | Meilleure première actrice                 | Azela Robinson                                      | Nommée     |
| 2020  | Premios TVyNovelas 2020      | Meilleure actrice dans un second rôle      | Paulette Hernández                                  | Nommée     |
| 2020  | Premios TVyNovelas 2020      | Meilleure direction de caméra              | Armando Zafra et Luis Arturo Rodríguez              | Nommés     |
| 2020  | Premios TVyNovelas 2020      | Meilleure mise en scène                    | Eric Morales et Juan Pablo Blanco                   | Nommés     |
| 2020  | Premios TVyNovelas 2020      | Meilleur générique                         | Pedro Plascencia Salinas                            | Nommé      |
| 2020  | Premios TVyNovelas 2020      | Favori du public                           |                                                     |            |
| 2020  | Premios TVyNovelas 2020      | Le couple parfait                          | Diego Amozurrutia et José Pablo Minor               | Nommés     |
| 2020  | Premios TVyNovelas 2020      | Le plus beau                               | Flavio Medina                                       | Nommé      |
| 2020  | Premios TVyNovelas 2020      | Couple préféré                             | Diego Amozurrutia et José Pablo Minor               | Nommés     |
| 2020  | Premios TVyNovelas 2020      | La meilleure fin                           | Giselle González                                    | Nommée     |
| 2020  | Premios TVyNovelas 2020      | Meilleur casting                           | Giselle González                                    | Nommée     |

## Autres versions
- Cuna de lobos (Televisa, 1986 - 1987)

### Sources
- (es) Cet article est partiellement ou en totalité issu de l’article de Wikipédia en espagnol intitulé « Cuna de lobos » (voir la liste des auteurs).